# Franz Molt

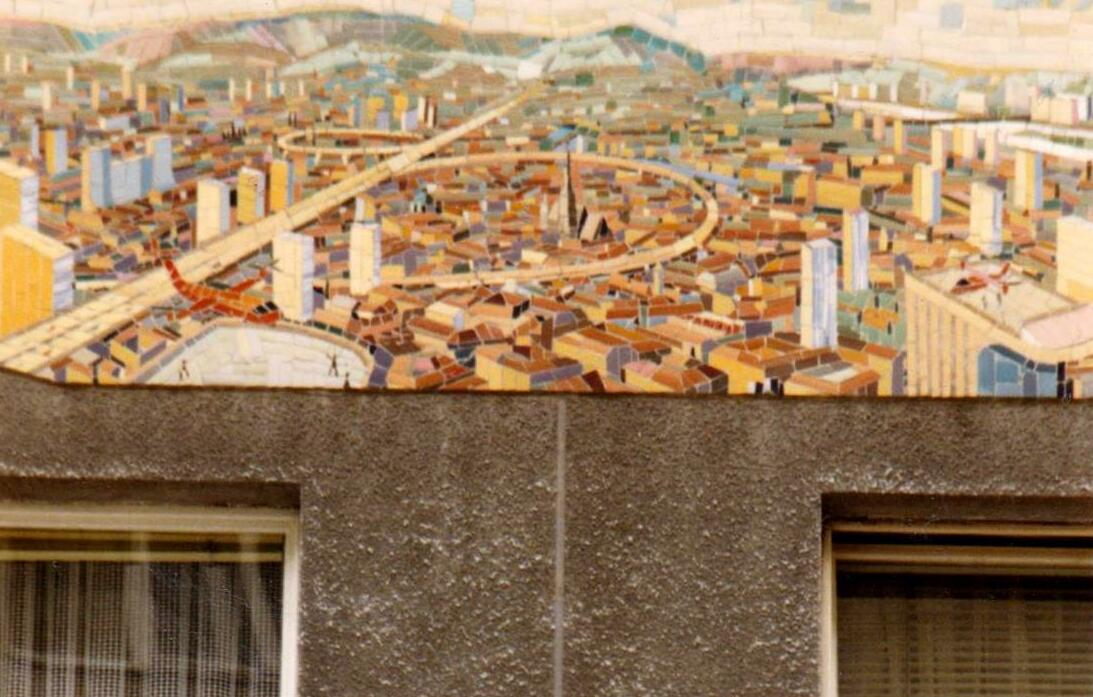
Franz Molt: Das zukünftige Wien. Mosaik, angebracht am Haus Rainergasse 27

Franz Molt (* 10. Oktober 1910 in Deutsch-Wagram (Niederösterreich); † 31. Juli 1990 in Wien) war ein österreichischer Künstler.

## Leben und Wirken
Molt absolvierte  die Graphische Lehr- und Versuchsanstalt und studierte danach an der Wiener Akademie der bildenden Künste bei Josef Dobrowsky und an der Meisterschule von Ferdinand Andri. Molt lebte längere Zeit in London und Paris. 1961 wurde er Mitglied des Wiener Künstlerhauses, dort erhielt er 1981 die Auszeichnung „Goldener Lorbeer“ verliehen. Molt war auch Mitglied der Marchfelder Kunstvereinigung. Molt war häufig im Bereich der Kunst am Bau tätig, mit Sgraffiti, Mosaiken und Fresken. Stilistisch blieb er der figurativen Darstellung verbunden, allerdings in vereinfachter Form. Malerisch näherte er sich der Abstraktion. Molt war auch als Gebrauchsgraphiker tätig.